# Samantha Watson
Samantha Watson (10 de noviembre de 1999) es una deportista de Estados Unidos que compite en atletismo. Ganó una medalla de oro en el Campeonato Mundial de Atletismo Sub-20 de 2016, en la prueba de 800 m.